# Schoolmeester (beroep)

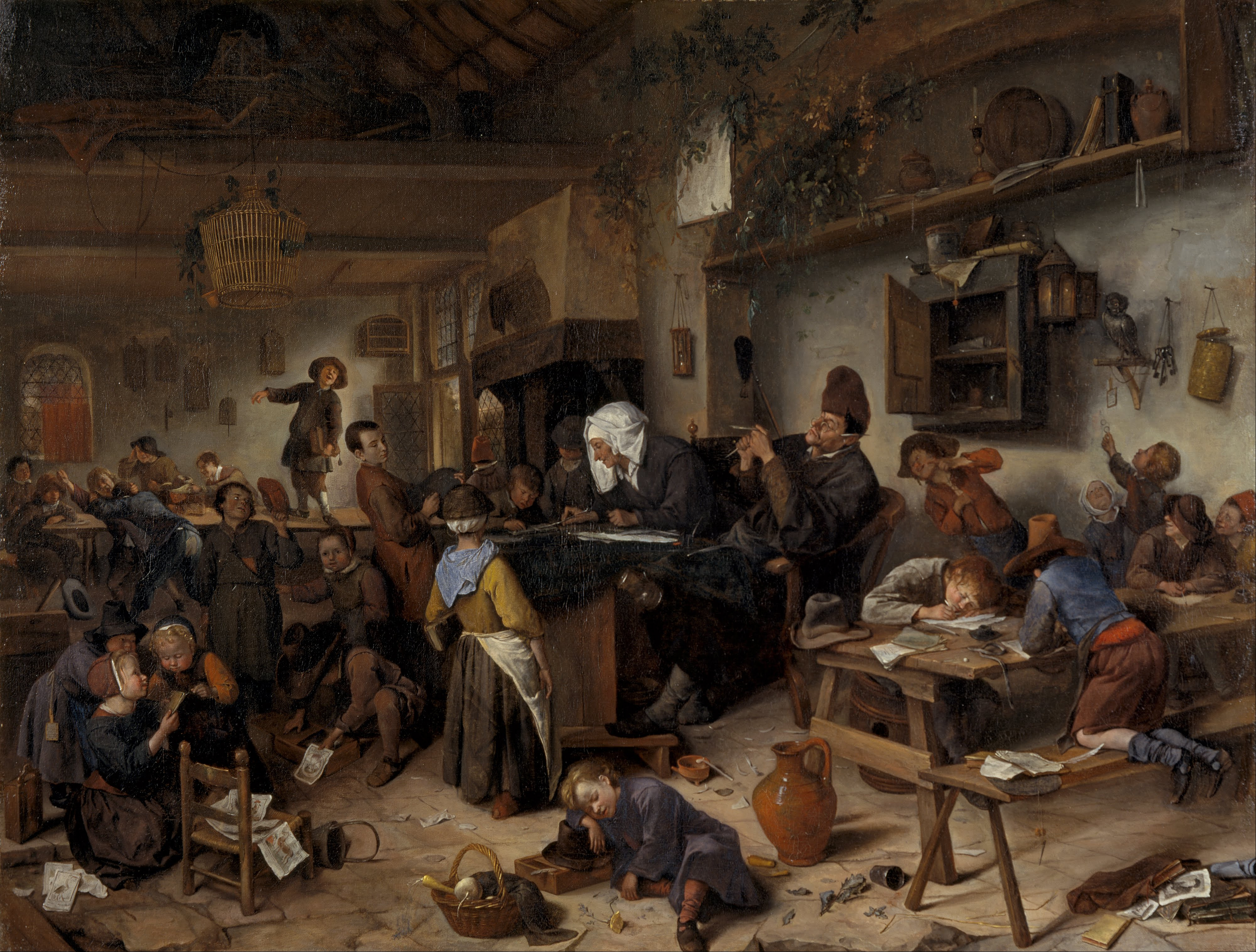
De dorpsschool, Jan Steen (1670).

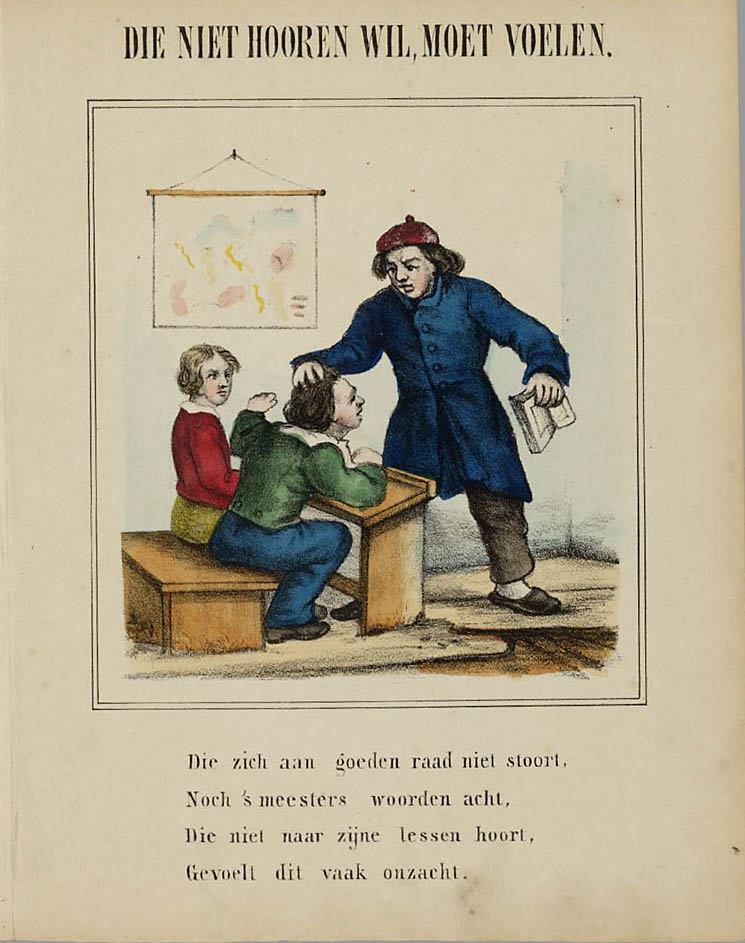
Een schoolmeester bestraft een leerling

Schoolmeester is een ouderwets woord voor wat nu onderwijzer, leraar of leerkracht heet.

## Historisch beroep van schoolmeester
Dorpsscholen kwamen vanaf de late Middeleeuwen gewoonlijk voort uit de kerk (het vierde Concilie van Lateranen (1215) had bepaald dat bij elke parochiekerk een school moest worden opgericht). De schoolmeester was dan ook vaak tevens werkzaam in de kerk, bijvoorbeeld als koster, organist, voorzanger of grafdelver. Soms had hij een ander beroep ernaast, zoals schoenlapper of barbier, om in het levensonderhoud te kunnen voorzien.
Een schoolmeester (meestal een man) was vaak een telg uit een schoolmeestersfamilie. Ook komt het voor dat de vader van een schoolmeester een ambachtsman, boer of handelaar was.
Het onderwijs bestond aanvankelijk meestal uit lezen, schrijven, godsdienstonderricht en kerkzang (later werd er soms ook rekenen aangeboden). Er werd hoofdelijk onderwijs gegeven: leerlingen van alle leeftijden zaten bij elkaar en moesten twee keer per dag bij de schoolmeester komen, waarbij ze een opdracht kregen of waarbij de opdracht werd nagekeken. De leerlingen betaalden (soms per gevolgde les) schoolgeld.
In de Middeleeuwen werd er in het onderwijs gebruik gemaakt van een wastafeltje met een schrijfstift. In de zeventiende eeuw oefenden kinderen schrijven met een griffel op een lei, voor ze overgingen op ganzenveer, inkt en papier. Het aanleren van het sierlijke zeventiende-eeuwse handschrift was zeer tijdrovend.
Wat hun maatschappelijke status betreft, zijn er twee soorten schoolmeesters te onderscheiden: de schoolmeester op het platteland en in de stad. De schoolmeester op het platteland behoorde tot de intellectuele bovenlaag, met de arts, burgemeester en predikant. Hij was dan ook een raadsman voor vele dorpelingen. In de stad behoorden de schoolmeesters tot de middenstanders, de kleine ambtenaren.

## Opleiding
Aanvankelijk bestond er geen officiële opleiding om schoolmeester te worden. Een ondermeester leerde het vak van bijvoorbeeld zijn vader of van andere schoolmeesters. Na enkele jaren werd een ondermeester schoolmeester. De stad Antwerpen had een schoolmeestersgilde, de Sint Ambrosiusgilde, opgericht op 19 mei 1530 en ontbonden door het Franse bewind in 1795. 
Sinds de negentiende eeuw bestaan de kweekschool en de normaalschool (later opgegaan in de pedagogische academie voor het basisonderwijs), waar aankomende onderwijzers worden opgeleid om les te geven in het lager onderwijs. 

## Bekende schoolmeesters
- Edwin Abbott Abbott
- Henri Arnoldus
- Willem Bartjens
- Robbert Robbertsz. le Canu
- Rommert Casimir
- Jan Ligthart
- Willem Ogier
- Jan Cornelis Pieters Salverda
- Hindericus Scheepstra
- Jan Hendrik Schepers
- Cornelis van Senen
- Jan Schenkman
- Mijndert van der Thijnen
- Theo Thijssen
- Cees Weijters

## Handboek voor schoolmeesters
- Dirck Adriaensz Valcooch, Den regel der Duytsche Schoolmeesters (1591)